# يوم مابل الحافل (فلم 1914)
يوم مابل الحافل (بالإنجليزية: Mabel's Busy Day)، يعرف أيضا بأسم (تشارلي والنقانق)، وهو فيلم كوميدي أمريكي صامت من عام 1914 بطولة مابل نورماند وتشارلي تشابلن تم إنتاجه في استوديوهات كيستون.

## طاقم التمثيل
- مابل نورماند - مابل
- تشارلي تشابلن - سكران مزعج
- تشيستر كونكلين - رقيب شرطة
- سليم سومرفيل - شرطي
- بيلي بينيت - امرأة
- هاري مكوي - لص النقانق
- والاس ماكدونالد - مشاهد
- إدغار كينيدي - زبون النقانق القاسي
- آل سانت جون - شرطي
- تشارلي تشيس - مشاهد
- ماك سينيت - زبون
- هنري لهرمان - مشاهد

## وصلات خارجية
- الفيلم القصير Mabel's Busy Day متوفر للتحميل من موقع أرشيف الإنترنت [المزيد]
- يوم مابل الحافل على موقع IMDb (الإنجليزية)
- يوم مابل الحافل على موقع روتن توميتوز (الإنجليزية)
- يوم مابل الحافل على موقع أول موفي (الإنجليزية)
- يوم مابل الحافل على موقع فيلمافينيتي (الإسبانية)
- يوم مابل الحافل على موقع قاعدة بيانات الفيلم (الإنجليزية)
- يوم مابل الحافل على موقع ليتربوكسد (الإنجليزية)
- يوم مابل الحافل على موقع كينوبويسك (الروسية)
- Mabel's Busy Day على يوتيوب